# 刘志诚 (1924年)
刘志诚（1924年—？），原名刘景文，男，辽宁丹东人，中国营养卫生学专家，曾任哈尔滨医科大学教授、博士生导师